# Maguy Nestoret
Maguy Nestoret (née le 28 juillet 1969 à Vitry-sur-Seine) est une athlète française, spécialiste du sprint.

## Biographie
Elle remporte le titre du 200 m lors des championnats de France 1993.
Elle se classe cinquième du relais 4 × 100 m lors des championnats du monde 1991, à Tokyo. Elle obtient par ailleurs trois titres aux Jeux méditerranéens, sur 200 m en 1993 et au titre du relais 4 × 100 m en 1991 et 1993.
Elle participe au 200 mètres des Jeux olympiques de 1992 où elle termine à la cinquième de sa série avec un temps de 24 s 15.
Après sa carrière d'athlète, elle a été DTN adjointe lors du mandat de Robert Poirier (2001-2005), puis conseillère sports de Bertrand Delanoë à la Mairie de Paris (2005-2013) et également DTN du pentathlon moderne en 2013.

## Palmarès
- 17 sélections en Équipe de France A
- Championnats de France d'athlétisme :
  - 200 m: vainqueur en 1993
- Championnats de France d'athlétisme en salle :
  - 200 m : vainqueur en 1993

## Records
| Épreuve | Performance | Lieu      | Date         |
| ------- | ----------- | --------- | ------------ |
| 100 m   | 11 s 36     | Stuttgart | 15 août 1993 |
| 200 m   | 23 s 15     | Göteborg  | 9 août 1995  |

## Décorations
- Chevalier de la Légion d'honneur (2025)[1].